# Ice on the Dune
Ice on the Dune je druhé studiové album australského elektronického hudebního dua Empire of the Sun. Vyšlo 14. června 2013 u vydavatelství Capitol Records.

## Pozadí alba
Trailer na album vyšel v březnu 2013. Práce na něm probíhaly od listopadu 2011.
Hlavním singlem alba se stala skladba „Alive“, která se natáčela v Národním parku Bryce Canyon. Píseň patří mezi ty nejznámější, které kdy duo vydalo. Objevila se například ve filmu Návrat blbýho a blbějšího.
Album vyšlo 14. června 2013.
Dne 18. června 2013 album duo propagovalo v americké show Jimmy Kimmel Live!.

## Seznam skladeb
| Pořadí         | Název             | Délka |
| -------------- | ----------------- | ----- |
| 1.             | "Lux"             | 1:25  |
| 2.             | "DNA"             | 3:54  |
| 3.             | "Alive"           | 3:24  |
| 4.             | "Concert Pitch"   | 3:40  |
| 5.             | "Ice on the Dune" | 3:25  |
| 6.             | "Awakening"       | 3:45  |
| 7.             | "I'll Be Around"  | 4:30  |
| 8.             | "Old Flavours"    | 3:54  |
| 9.             | "Celebrate"       | 3:19  |
| 10.            | "Surround Sound"  | 3:17  |
| 11.            | "Disarm"          | 3:51  |
| 12.            | "Keep a Watch"    | 4:28  |
| Celková délka: | Celková délka:    | 42:52 |

## Obsazení
- Empire of the Sun (Luke Steele, Nick Littlemore) – zpěv, nástroje, produkce
- Henry Hey – dirigent orchestru
- Brian Kilgore – perkuse
- Constance Hauman – zpěv
- Ben Witt – kytara
- Steven V. Bach – klavír, klávesy
- Liam Gerner – kytara
- Daniel Johns – zpěv